# Histoire du patinage artistique à roulettes
Le patin à roulettes a été créé par John Joseph Merlin en 1760.

## Historique du Patin à roulettes
- 1760 : John Joseph Merlin, originaire de Belgique, invente le premier patin à roulettes en s'inspirant des patins à glace.
- 1819 : Petibled dépose le premier brevet pour des patins à 3 roues alignées munis d'un frein.
- 1863 : L'américain James Leonard Plimpton invente le « rocking skate » : premier patin à roulettes essieux mobiles.
- 1884 : L'américain Levant Marvin Richardson adopte le roulement à billes et commercialise les premiers lots de patins.
- 1979 : Naissance des roues en polyuréthane. C'est ainsi que le Roller se développe à nouveau. Il devient populaire aux États-Unis.

## Historique du patinage artistique en France

### La Fédération Française de Roller Skating
- 1910 : création de la FPRS - Fédération des patineurs à roulettes de France avec 3 disciplines : Rink-Hockey/Figures (Artistique)/Vitesse.
- 1925 : dissolution de la FPRS.
- 1926 : remplacement de la FPRS par la FFRH - Fédération Française de Rink-Hockey.
- Vers 1950 : création de la FFPR - Fédération Française de patinage à roulettes.
- Entre 1950 et 1990 : la FFPR est remplacée par la FFSPR - Fédération Française des sports de patinage à roulettes.
- 1990 : la FFSPR est renommée FFRS - Fédération Française de Roller Skating.
- 2017 : la fédération devient la Fédération française de roller et skateboard